# Cratere Rhiannon
Rhiannon  è un cratere sulla superficie di Europa.